# Clanis sumatrana
Clanis sumatrana är en fjärilsart som beskrevs av Clark 1936. Clanis sumatrana ingår i släktet Clanis och familjen svärmare. Inga underarter finns listade i Catalogue of Life.